# Pont des Arts

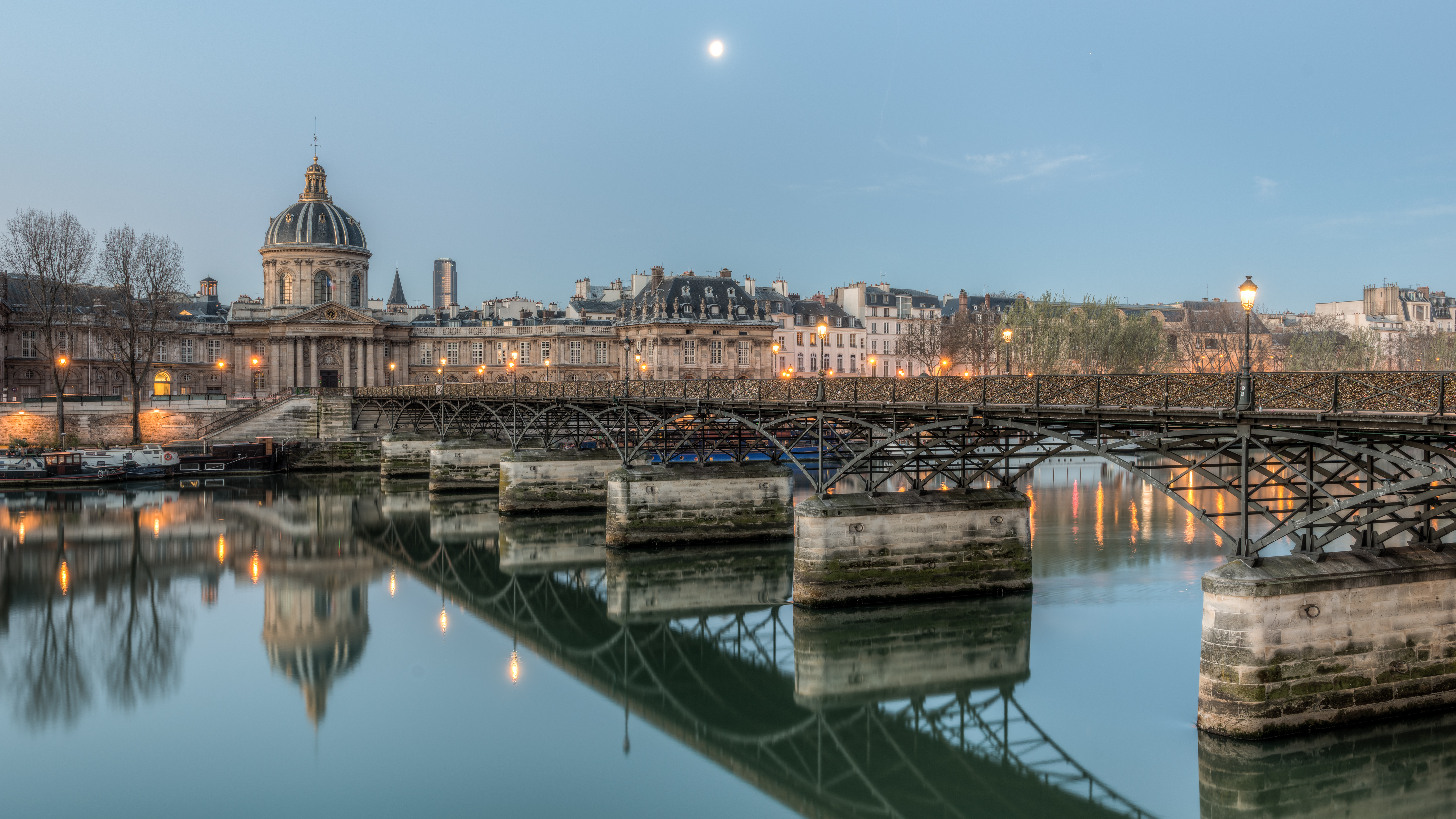
Pont des Arts w Paryżu

Pont des Arts lub Passarelle des Arts – most przeznaczony dla ruchu pieszego łączący Institut de France z Luwrem, przebiegający między 1. a 6. okręgiem paryskim. Jego nazwa pochodzi od określenia Dziedziniec Sztuki, jak w XIX wieku nazywano jeden z dziedzińców Luwru.

## Historia
Pierwszy most na tym miejscu został skonstruowany w latach 1802–1804. Był to oparty na dziewięciu łukach pierwszy stalowy most w Paryżu, zbudowany na życzenie Napoleona Bonapartego, który zamówił u architektów Cessarta i Dillona most równocześnie technicznie nowatorski i atrakcyjny estetycznie. Powstała konstrukcja sprawdzała się do I wojny światowej, kiedy bombardowanie poważnie ją nadwątliło. W dalszym okresie obiekt kilkakrotnie został uszkodzony przez przepływające na rzece barki; w 1977 r. musiał zostać zamknięty, a w dwa lata później zawalił się po kolejnym zderzeniu z barką.

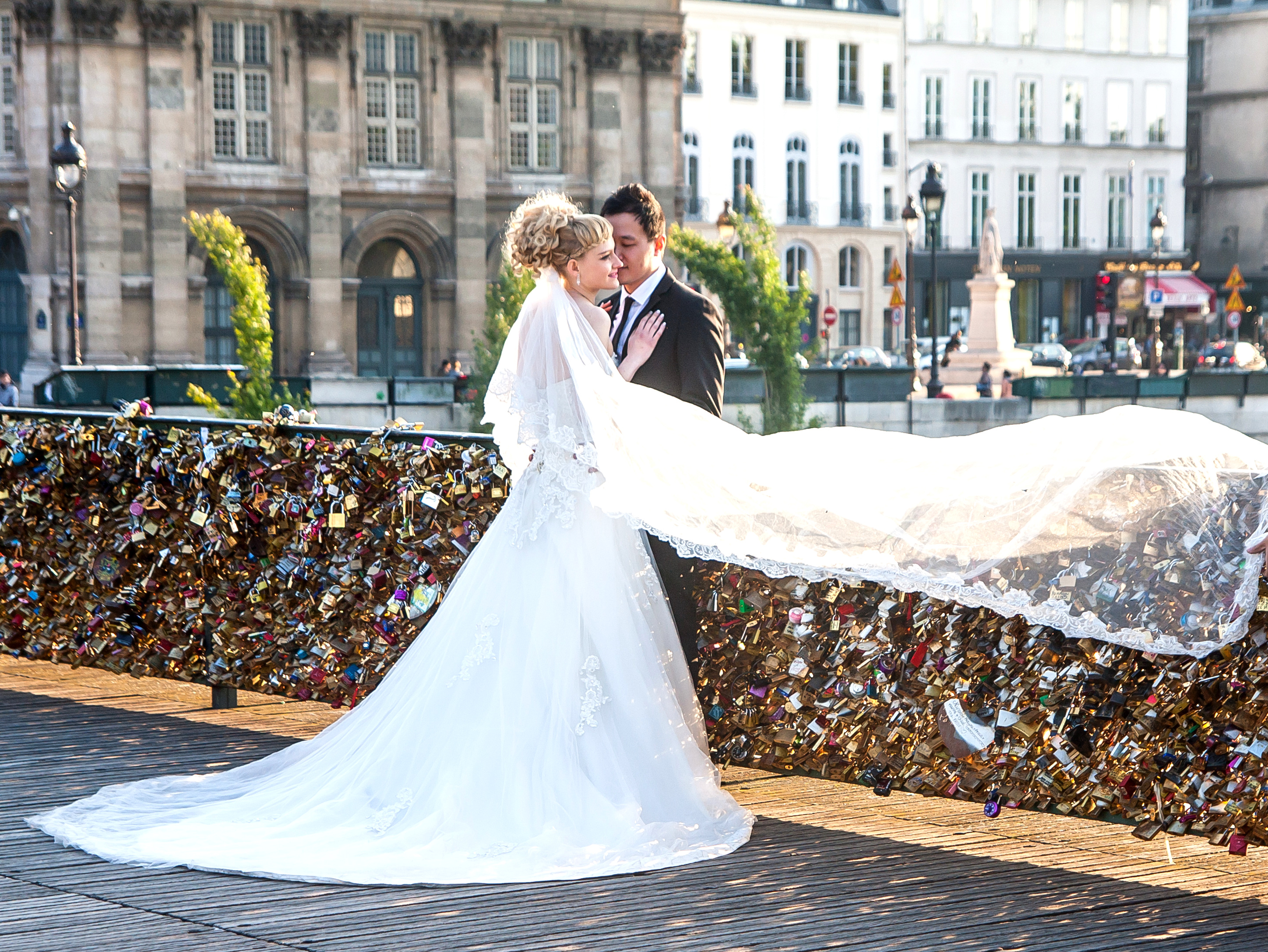
Para na Pont des Arts na tle charakterystycznych kłódek

Nowy most został wybudowany w latach 1981–1984 według planu Louisa Arretche, który starał się naśladować pierwotny plan, redukując liczbę łuków z ośmiu do siedmiu. 27 czerwca 1984 obiekt zainaugurował Jacques Chirac, wówczas mer miasta. Most jest plenerem dla artystów malarzy oraz miejscem wystaw sztuki.
Zwyczajem zakochanych turystów odwiedzających Paryż było zawieszenie na moście kłódki, a następnie wrzucenie kluczyka do Sekwany. W roku 2014 z powodu nadmiaru zawieszonych na nim kłódek część mostu się urwała, a on sam został zamknięty. W związku z powyższym władze Paryża nakazały umieszczenie na nim tablic z napisem „Make love not love locks”. W maju 2015 roku ze względów bezpieczeństwa zdemontowano metalowe kratownice wraz z 45 tonami zawieszonymi na nich kłódek, żeby zastąpić je plastikowymi panelami uniemożliwiającymi wieszanie ozdób.